# Chitsanuphong Choti
Chitsanuphong Choti (thailändisch ชิษณุพงษ์ โชติ, * 29. September 2001 in Lop Buri) ist ein thailändischer Fußballspieler.

## Karriere
Chitsanuphong Choti erlernte das Fußballspielen in der Jugendmannschaft des Chonburi FC. Hier unterschrieb er am 1. Januar 2020 seinen ersten Profivertrag. Der Verein aus Chonburi spielte in der ersten thailändischen Liga. Am 1. Juli 2020 wechselte er auf Leihbasis zum Zweitligisten Khon Kaen United FC. Mit dem Verein aus Khon Kaen spielte er in der zweiten Liga. Sein Profidebüt gab er am 14. März 2021 im Heimspiel gegen den Nakhon Pathom United FC. Hier stand er in der Startelf und wurde in der 79. Minute gegen Kitsada Hemvipat ausgewechselt. In der Saison 2020/21 wurde er mit Khon Kaen Tabellenvierter und qualifizierte sich für die Aufstiegsspiele zur zweiten Liga. Hier konnte man sich im Endspiel gegen den Nakhon Pathom United FC durchsetzen und stieg somit in die zweite Liga auf. Nach der Ausleihe kehrte er Ende Mai 2021 zum Chonburi FC zurück. In der folgenden Saison stand er 22-mal für Chonburi in der ersten Liga auf dem Spielfeld. Im Juli 2022 wechselte er auf Leihbasis zum Zweitligisten Chiangmai FC. Für den Verein aus Chiangmai kam er jedoch nicht zum Einsatz. Nach der Ausleihe kehrte er Ende 2022 wieder nach Chonburi zurück. Im Januar 2024 verpflichtete ihn der ebenfalls in der ersten Liga spielende Khon Kaen United FC. Am Ende der Saison 2024/25 wurde er mit Khon Kaen Tabellenletzter und musste somit in die zweite Liga absteigen.